# Kingsfordweg
De Kingsfordweg is een straat in Amsterdam in het bedrijvengebied Teleport vlak bij station Sloterdijk. De straat verbindt van noord naar zuid de Changiweg met de Arlandaweg en loopt na de kruising met de Arlandaweg dood op de Haarlemmertrekvaart. Hier stond sinds 1930 de Coca-Colafabriek. De straat loopt evenwijdig met de Einsteinweg. De straat is in 1994 in gebruik genomen in het toen tot ontwikkeling gebrachte Teleport.

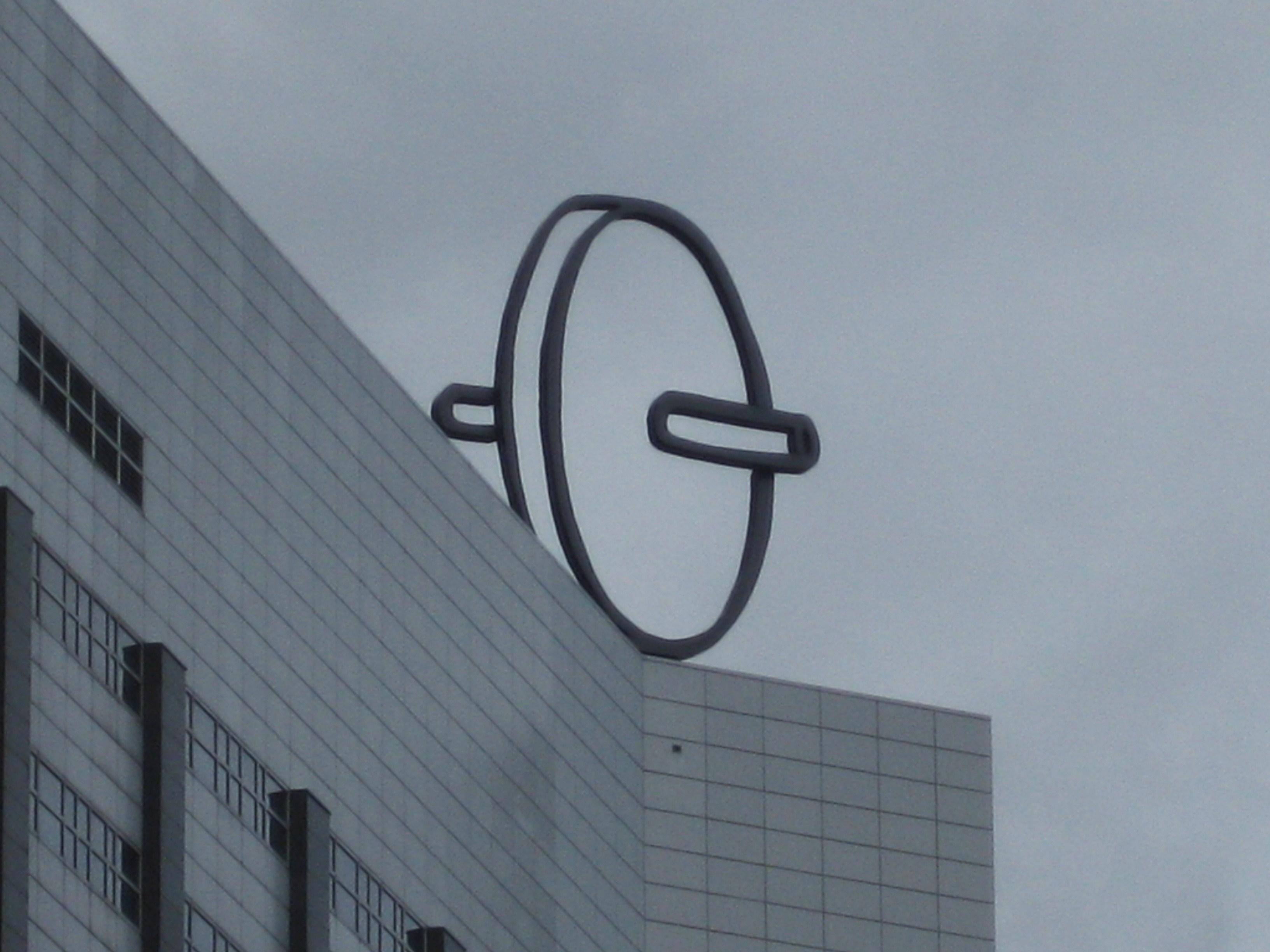
Het Wiel op het gebouw van de Belastingdienst

Een markant gebouw aan de Kingsfordweg is het Boekhuis ontworpen door Abe Bonnema. Dit gebouw van 20 verdiepingen is oorspronkelijk gebouwd voor Reed Elsevier en heeft de vorm van een open geslagen boek. Dit bedrijf heeft echter nooit intrek genomen in dit gebouw en het gebouw is sinds 1994 verhuurd aan de Belastingdienst. Het gebouw wordt echter meestal de Knip genoemd omdat het gebouw naast een opengeslagen boek ook de vorm heeft van een open getrokken portemonnee. Op het dak bevindt zich Het wiel, een kunstwerk van Jeroen Henneman. Tot ongeveer 2000 was dit het enige gebouw aan de weg met huisnummer 1. Sindsdien zijn er alleen oneven huisnummers 
bijgekomen, 43-241.
Na 2000 verscheen naast het Boekhuis ook in het zilvergrijs het kantoorgebouw "Q-Port" bestaande uit een tweetal kantoordelen zowel hoogbouw en laagbouw ontworpen door S2 Architecten en Hooper Architects. Voorbij de kruising met de Arlandaweg verschenen de markante Regus Sloterdijk Teleport Tower echter met roodachtige baksteen. In dit kantoorgebouw vonden de opnamen plaats van de KRO televisieserie De Afdeling. Later verschenen ook aan de westzijde kantoor en schoolgebouwen waaronder een ROC en een kantoor van KPN. Ook het hoofdkantoor van het GVB grenst aan de Kingsfordweg maar het adres is aan de Arlandaweg.
Bus 35 reed in 1994 korte tijd door de straat evenals bus 222 in 2019 en 2020. Tram 12 had van 1994-2016 een halte met de naam Kingsfordweg op de Arlandaweg,  speciaal voor de bezoekers van het belastingkantoor. Aanvankelijk was aan de westzijde een tijdelijke halte met stelconplaten en naderhand een definitieve halte aan de oostzijde.
De straat is vernoemd naar het vliegveld Kingsford Smith International Airport in Sydney dat op haar beurt is vernoemd naar luchtvaartpionier Charles Kingsford Smith. Opvallend hierbij is dat de straat Kingsfordweg heet een geen Kingsford Smithweg.